# Haid am Forst
Haid am Forst ist ein Weiler auf der Gemarkung Immenreuth im oberpfälzischen Landkreis Tirschenreuth.

## Geografie
Der Weiler liegt im Südwesten des Fichtelgebirges am Ostrand der Forstgebietes „Fuchsbau“. Haid am Forst ist ein Ortsteil der Gemeinde Immenreuth und liegt eineinhalb Kilometer nordwestlich von deren Gemeindesitz.

## Geschichte
Das bayerische Urkataster zeigt Haid am Forst in den 1810er Jahren noch als Einöde, die aus einem einzigen Vierseithof besteht. Seit dem bayerischen Gemeindeedikt von 1818 gehört Haid am Forst zur politischen Gemeinde Immenreuth, die zum Zeitpunkt der Gemeindegründung neben dem Hauptort Immenreuth noch aus drei weiteren Ortschaften bestand.
| Jahr          | 001824 | 001871 | 001885 | 001900 | 001925 | 001950 | 001961 | 001970 | 001987 |
| Einwohnerzahl | 4      | 6      | 5      | 8      | 7      | 11     | 16     | 22     | 14     |